# プロパガンダ写真研究会
プロパガンダ写真研究会（プロパガンダしゃしんけんきゅうかい、略称「プロ写研」）は、南京事件論争などで問題となった史料の改竄などについて検討を行う歴史研究会。任意団体である。

## 概要
1998年2月から1999年2月までの毎月1回、第三土曜日、午後1時から6時までの間、東京大学教育学部教室にて開催されていた。当時は非公開組織として自由主義史観研究会員のみの参加が条件であった。
顧問2名（藤岡信勝、東中野修道）。登録会員数40名。平均参加人数十数名～20名程度であった。

## 設立の経緯
- 1997年12月13日、東京大学で藤岡の自由主義史観研究会が主催した「ラーベ日記に反論する」講演会にて終了後、“「歴史写真・映像研究会」（仮称）設立の提案」”文書が出された事に始まった。